# Frio County
Frio County är ett administrativt område i delstaten Texas, USA, med 17 217 invånare (2010). Den administrativa huvudorten (county seat) är Pearsall. 

## Geografi
Enligt United States Census Bureau så har countyt en total area på 2 937 km². 2 934 km² av den arean är land och 3 km² är vatten.

### Angränsande countyn
- Medina County - norr
- Atascosa County - öster
- La Salle County - söder
- Dimmit County - sydväst
- Zavala County - väster